# 竹内実絵子
竹内実絵子（たけうち みえこ）は、日本のファッションモデル。ミス・グランド・インターナショナル日本代表、ミス・スプラナショナル日本代表などを歴任。霜越春樹によると「ちりばめられた宝石の一粒一粒のような輝きがまぶしい。伸びやかな直線を描く美脚は存在感を圧倒的にする」。

## 経歴・人物
1988年頃、兵庫県神戸市垂水区に生まれる。3人姉妹の長女。6歳から12歳までオハイオ州に暮らす（今でも英語に堪能）。
1999年、Wilcox Elementary School卒業。
2006年3月、神戸国際中学校・高等学校卒業。
2010年3月、関西学院大学総合政策学部卒業。3年生の時、周囲の薦めでミス・ユニバース・ジャパンに応募したことがある。大阪府代表に選ばれたが全国大会を突破することはなかった。
卒業後はみなと銀行に就職するが、「安定はあるけどこのままでいいのか」と自問自答の末2014年9月、4年間務めた銀行を退職。2014年10月、ミス・ユニバース・ジャパンに応募。2014年12月、兵庫県代表に選ばれる。全国大会ではTop15に残る。
2014年10月7日、タイで開催されたミス・グランドインターナショナル2014に日本代表として出場。Top20に残り、特別賞の「ソーシャルメディア賞」を受賞。この時関係者に声をかけられたことがミス・スプラナショナル2015に出場するきっかけとなる。
2015年12月4日、ポーランドで開催されたミス・スプラナショナル2015に出場、Top20に残る。
2017年、パリ・コレクション出演。現在、モデル業を続ける傍ら外資系の会社でマネジメント業に従事。
趣味は旅行・読書・和裁（Japanese traditional sewing）。
インターナショナル・クイーン・オブ・コーヒー2015の内田有理は友達。